# Myliobatinae
I Myliobatini (Myliobatinae Bonaparte, 1835) sono una sottofamiglia di pesci cartilaginei della famiglia Myliobatidae.

## Tassonomia
La sottofamiglia comprendenti i seguenti generi e specie:
- Aetobatus de Blainville, 1816
  - Aetobatus flagellum (Bloch & Schneider, 1801)
  - Aetobatus narinari (Euphrasen, 1790)
  - Aetobatus narutobiei White, Furumitsu & Yamaguchi, 2013
  - Aetobatus ocellatus (Kuhl, 1823)

- Aetomylaeus Garman, 1908
  - Aetomylaeus maculatus (Gray, 1834)
  - Aetomylaeus milvus (Müller & Henle, 1841)
  - Aetomylaeus nichofii (Bloch & Schneider, 1801)
  - Aetomylaeus vespertilio (Bleeker, 1852)

- Myliobatis Cuvier, 1816
  - Myliobatis aquila (Linnaeus, 1758)
  - Myliobatis australis MacLeay, 1881
  - Myliobatis californica Gill, 1865
  - Myliobatis chilensis Philippi, 1892
  - Myliobatis freminvillei Lesueur, 1824
  - Myliobatis goodei Garman, 1885
  - Myliobatis hamlyni Ogilby, 1911
  - Myliobatis longirostris Applegate & Fitch, 1964
  - Myliobatis peruvianus Garman, 1913
  - Myliobatis ridens Ruocco, Lucifora, Díaz de Astarloa, Mabragaña & Delpiani, 2012
  - Myliobatis tenuicaudatus Hector, 1877
  - Myliobatis tobijei Bleeker, 1854

- Pteromylaeus Garman, 1913
  - Pteromylaeus asperrimus (Gilbert, 1898)
  - Pteromylaeus bovinus (Geoffroy Saint-Hilaire, 1817)